# Petrópolis
Petrópolis es un municipio de Brasil, situado en el estado de Río de Janeiro. Está ubicado a 68 km de la ciudad de Río de Janeiro, en las montañas de la Serra dos Órgãos, en el valle de los ríos Quitandinha y Piabanha. Con una población de 278 881 habitantes en 2022, Petrópolis es conocida como la ciudad imperial de Brasil.
El municipio es un destino popular de vacaciones en Brasil. Además de la belleza de sus alrededores, una de las principales atracciones en el municipio de Petrópolis es el Museo Imperial de Petrópolis, un museo histórico construido en 1845 que remonta la historia imperial brasileña. También es conocida por sus festivales, como el Bauernfest, una celebración típica en honor a los inmigrantes alemanes que llegaron a la ciudad en el siglo XIX, y el Rock the Mountain, un gran festival anual de música brasileña. 
En Petrópolis también se encuentra el Laboratório Nacional de Informática Científica (LNCC), el cual desempeña un papel fundamental en la promoción de la ciencia y la tecnología. Esta institución es reconocida por su excelencia en el campo de la informática científica.
Petrópolis fue denominada “ciudad de Pedro”, en referencia al emperador Pedro II, el segundo monarca de la nación e hijo de Pedro I. Fue la residencia de verano del Imperio del Brasil y de los aristócratas en el siglo XIX, y capital oficial del estado de Río de Janeiro entre 1894 y 1902.

## Historia

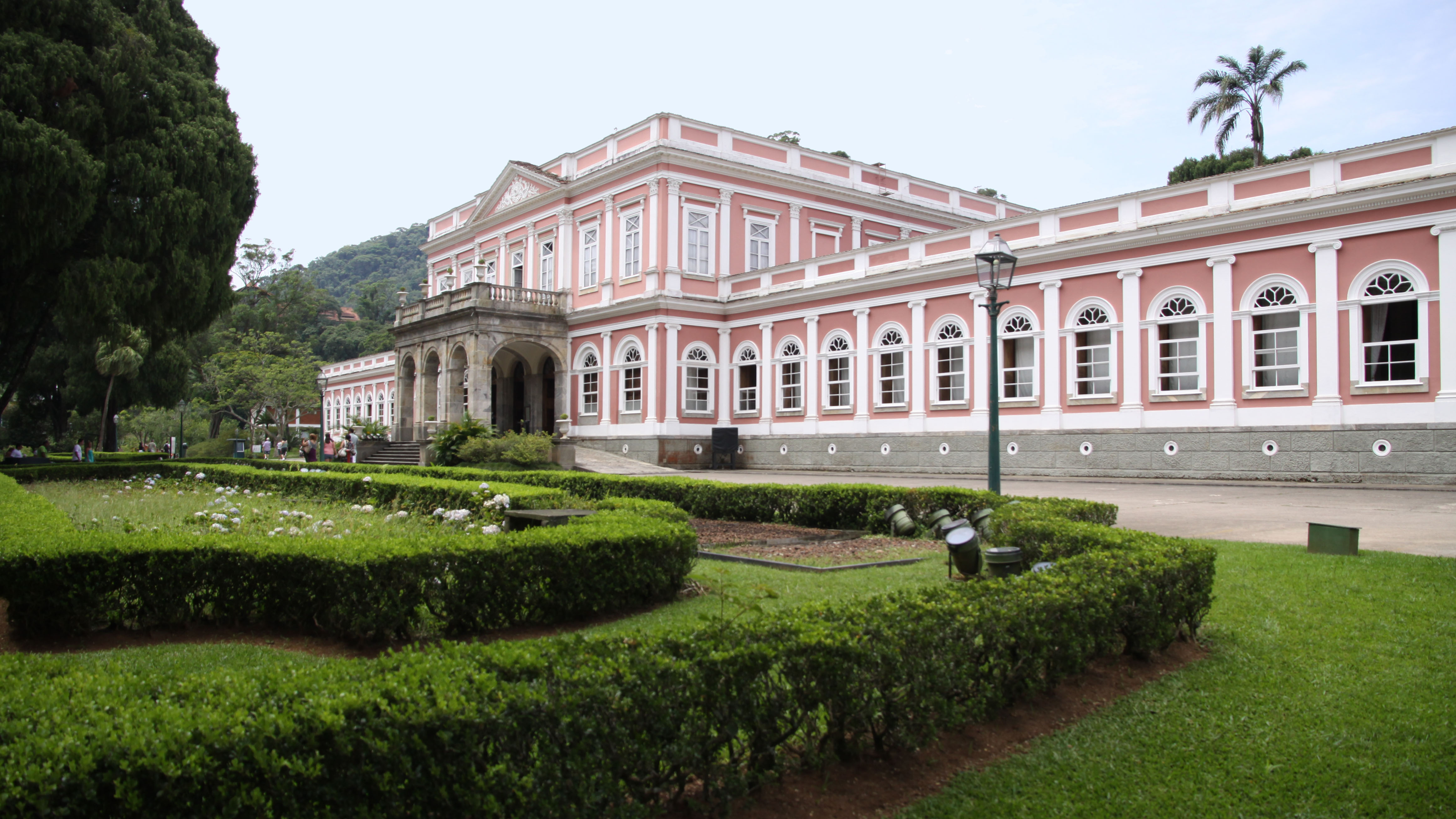
Museo Imperial.

Entre 1722 y 1725, Bernardo Soares de Proença abrió un camino para unir Río de Janeiro con el estado de Minas Gerais, a través de la Serra da Estrela. En 1830, cuando viajaba por ese camino para ir a Minas Gerais, el emperador Pedro I vio durante el trayecto una región particularmente agradable al pasar por la hacienda de Correia, un sacerdote católico. Como la hermana y heredera de Correia se negaba a vender la propiedad, el emperador compró la hacienda vecina de Córrego Seco. Hizo construir allí su palacio de verano, pero no llegó a verlo acabado, porque dejó el gobierno el 7 de julio de 1831. En 1843, su hijo Pedro II, reanudando los planes de su padre, emprendió la fundación de la ciudad de Petrópolis y la construcción de su palacio de verano. Los aristócratas de la corte no tardaron en establecer allí sus residencias.
Hoy el palacio de Pedro es el Museo Imperial, una de las principales atracciones de la “Ciudad Alpina”, así como la catedral de San Pedro d’Alcántara, el Palacio de Cristal y la casa de Santos Dumont. La “Ciudad Imperial” se convirtió en destino de artistas, intelectuales y celebridades, y durante el siglo XX, una de las principales atracciones turísticas del país.
En 1845, se alentó a agricultores alemanes de la Renania a inmigrar e instalarse en las tierras del emperador, para dar al entorno del palacio un ambiente urbano agradable. La colonia de Petrópolis fue fundada el 16 de marzo de 1843 y se convirtió en ciudad en 1857. La carretera que une la ciudad con Río de Janeiro fue inaugurada en 1928. El proyecto urbano lo realizó el ingeniero Julius Friedrich Koeler.
Durante una visita a la Exposición Universal de Filadelfia (1876), Pedro II quedó impresionado con la nueva invención de Alexander Graham Bell, el teléfono, e hizo instalar una conexión entre su palacio de verano y su hacienda.
Después del advenimiento de la República y el exilio de la familia imperial en 1889, la ciudad continuó teniendo un papel importante en la historia brasileña. Era una opción frecuente como residencia de verano para los presidentes de la república, que se alojaban en el Palacio de Río Negro. En 1903, ese palacio vio la firma del Tratado de Petrópolis, con el cual el Brasil compró el territorio del Acre.
Los habitantes de las favelas son especialmente vulnerables a las inundaciones y desprendimientos de tierra. En 1988, 171 personas murieron en desprendimientos. En 2011, más de 900 personas murieron en las inundaciones, y en 2022, más de 200.

## Geografía
Petrópolis se sitúa en la latitud de 22° 30' 18" sur y longitud de 43° 10' 44" oeste, en la altitud de 838 metros. La ciudad se sitúa a 68 km del Río de Janeiro.
La población de Petrópolis era de 295 917 habitantes, de acuerdo con el censo brasileño de 2010. El área del municipio es de 796 km². Es el principal centro urbano de la Microrregión Serrana de la Mesorregión Metropolitana de Río de Janeiro.
El clima es una variedad de altitud del clima oceánico (Clasificación climática de Köppen CFb), con veranos húmedos. La precipitación es de cerca de 2 400 mm por año. La temperatura es agradable, con promedio anual de cerca de 19 °C. En los meses más cálidos, la temperatura media es de 23 °C y, en los más fríos, de 15 °C. De acuerdo con el Instituto Nacional de Meteorología (Instituto Nacional de Meteorología (Brasil)), la temperatura más baja registrada fue de -0,7 °C, el 2 de agosto de 1955, y la más alta de 36,6 °C, el 6 de noviembre de 2009.

## Demografía

### Composición étnica
La historiografía mayoritaria describe que los principales pueblos involucrados en la formación étnico/cultural de Petrópolis fueron los alemanes, portugueses (principalmente de la región de las Azores), afrobrasileños, italianos, franceses, ingleses y libaneses.

## Turismo

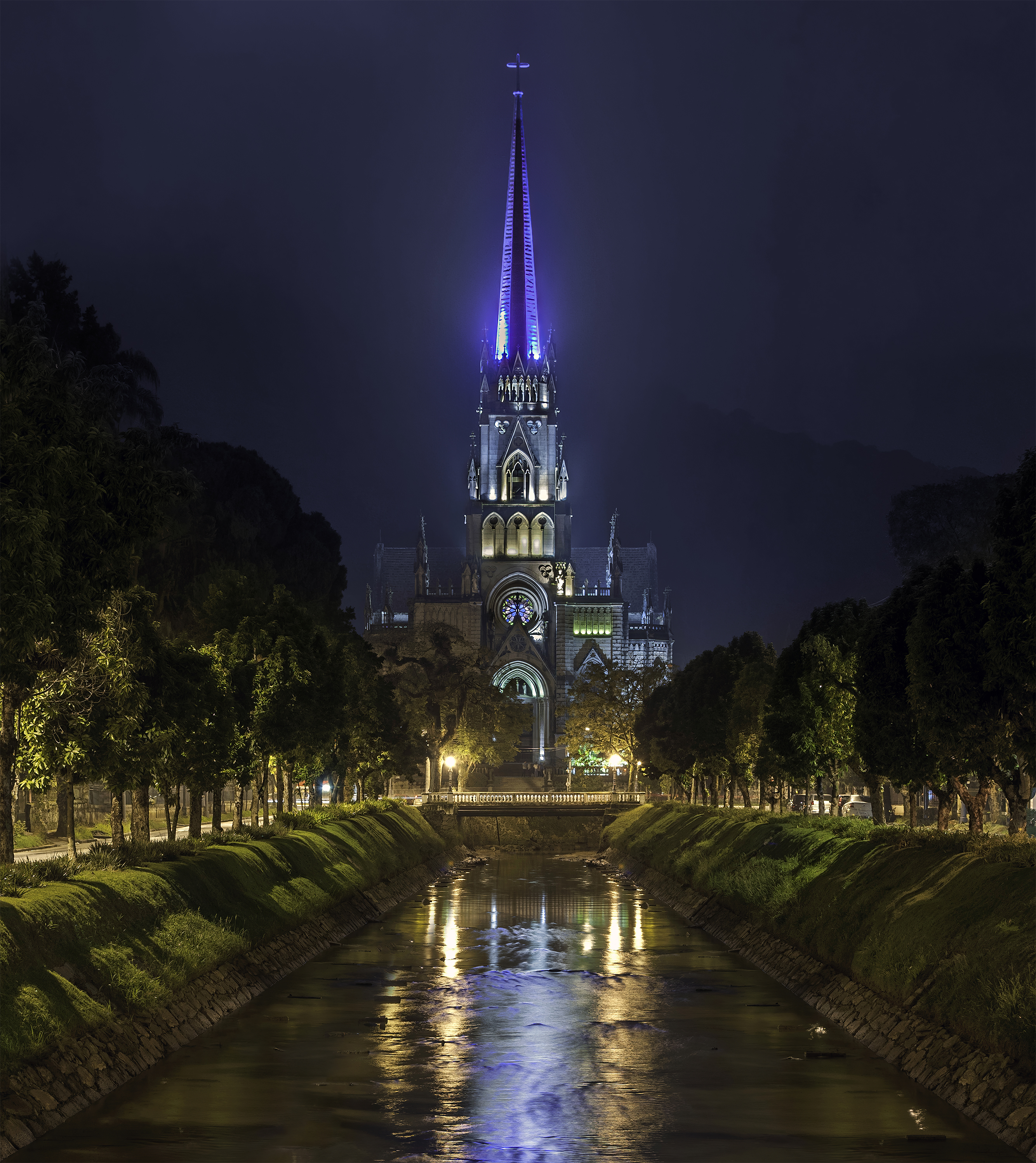
Catedral de Petrópolis

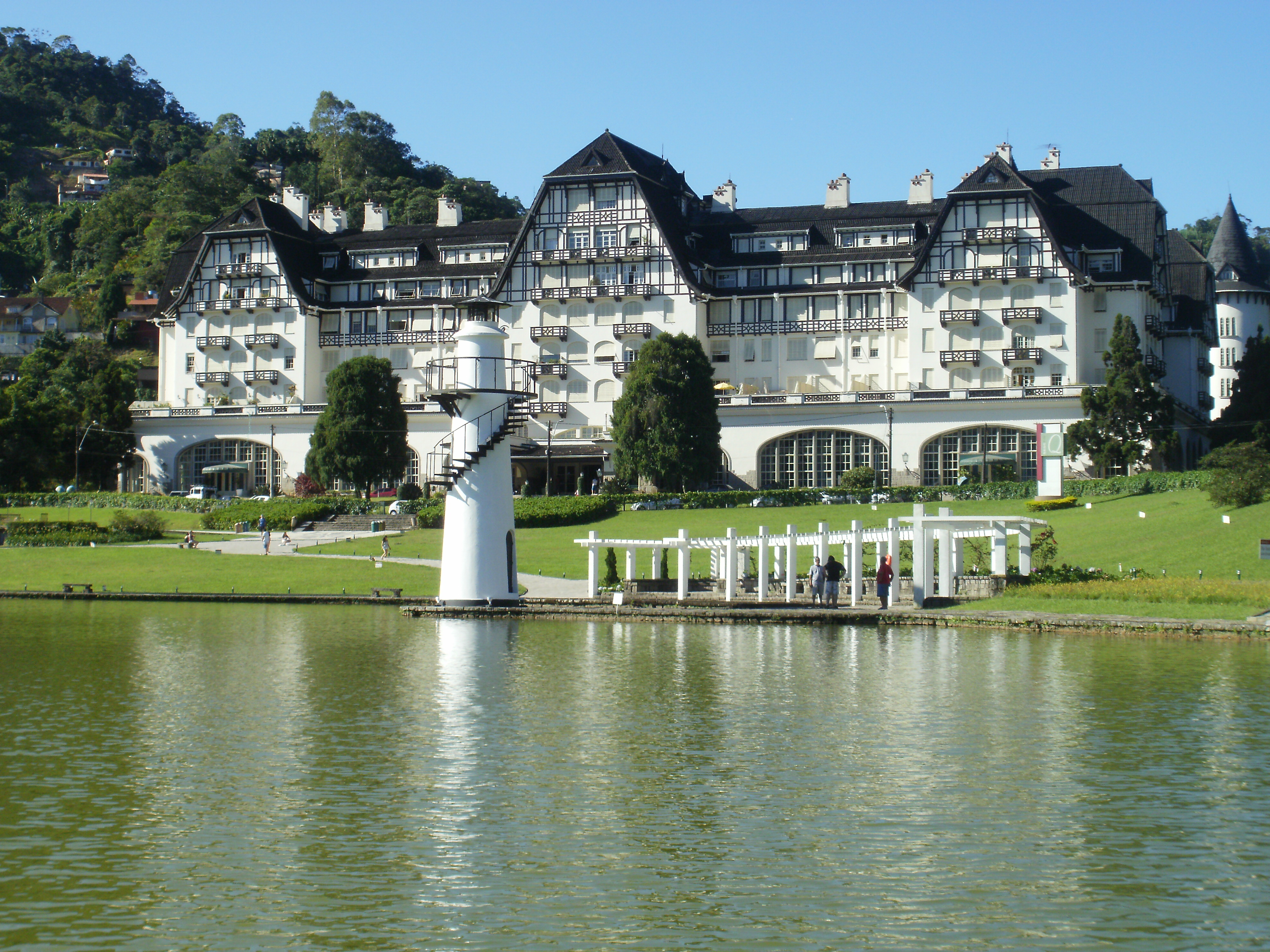
Palacio Quitandinha

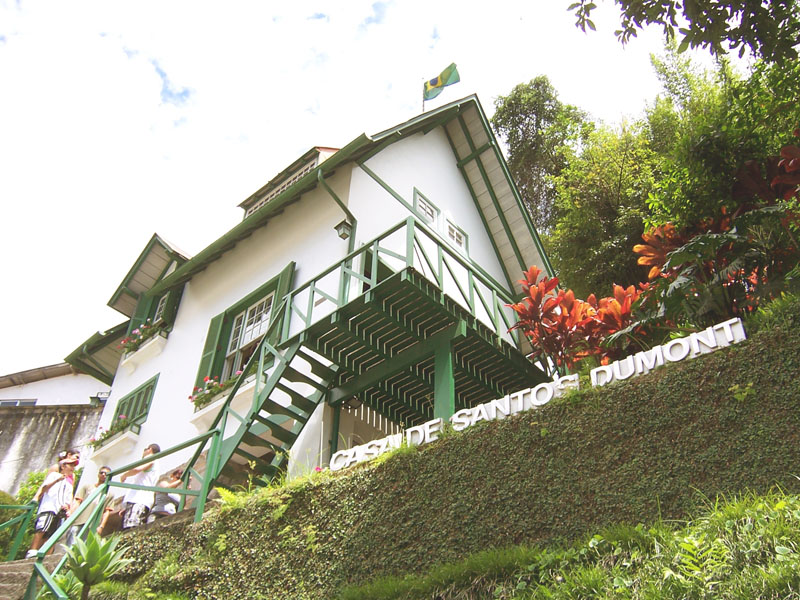
A Encantada, la casa de Santos-Dumont.

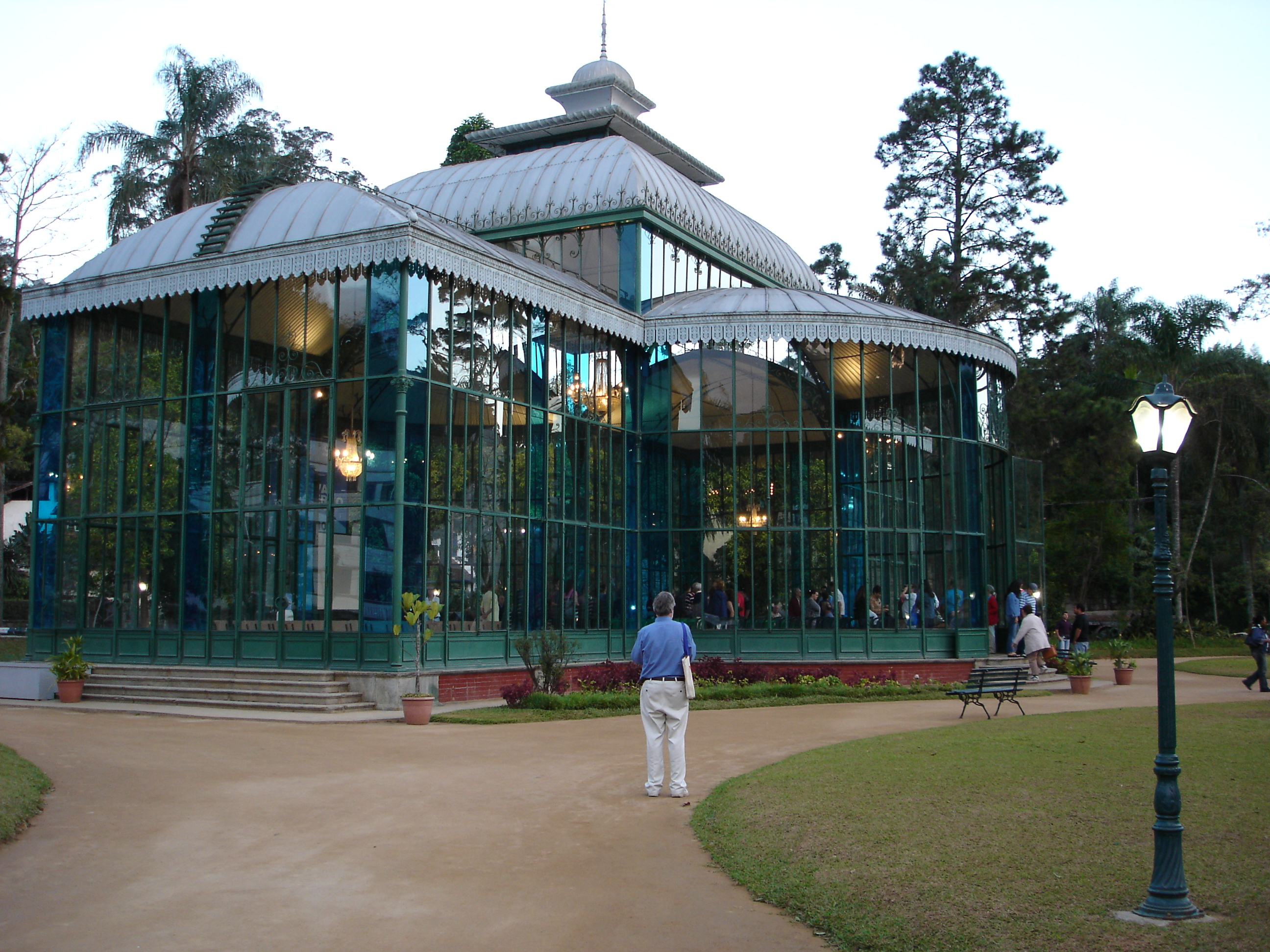
Palacio de Cristal

Las principales atracciones turísticas de la ciudad son:
- Casa de Joaquim Nabuco
- Casa de la Ipiranga (la ”Casa de los Siete Errores”)
- Casa de la Princesa Isabel
- Casa del Barón de Mauá
- Casa del Barón y Vizconde de Arinos
- Casa del Vizconde de Caeté
- Casa de Ruy Barbosa
- Casa de Santos Dumont
- Casa Stefan Zweig
- Castillo del Barón de Itaipava
- Catedral de San Pedro de Alcántara con el Mausoleo Imperial
- Circuitos turísticos de Taquaril, Brejal y Araras
- Distrito de Itaipava
- Monasterio de la Virgen
- Morro Açu (Parque nacional Serra dos Órgãos)
- Museo de Cera de Petrópolis
- Museo Imperial
- Palacio de Cristal
- Palacio Grão Pará
- Palacio Quitandinha
- Palacio Río Negro
- Parque Municipal de Petrópolis
- Trono de Fátima
- Valparaíso (Centro Gastronómico y Entretenimiento de Petrópolis)
- Bauernfest (Festival Anual en honor a los inmigrantes alemanes)

## Personalidades relacionadas con Petrópolis
Petrópolis fue la última residencia de Stefan Zweig y de su segunda mujer, Lotte, que se suicidaron en 1942. 
El aviador Alberto Santos Dumont poseía una casa en Petrópolis, llamada “A Encantada”. Esa casa se convirtió en un museo.
Petrópolis es la ciudad natal o de residencia de los siguientes ciudadanos ilustres:
- Peter Brian Medawar, ganador del Premio Nobel de Medicina y Fisiología
- Rodrigo Santoro, actor brasileño que protagonizó películas como 300
- Massacration, banda brasileña de heavy metal
- Henrique Avancini, ciclista de montaña brasileño
- Fiorella Mattheis, actriz brasileña
- Cristiane Brasil, político
- Stefan Zweig, escritor austríaco
- Rafael da Silva, futbolista brasileño
- Dom Pedro de Alcântara
- Luis Felipe de Orleans-Braganza

La escritora chilena Gabriela Mistral vivió allí unos años importantes: en Petrópolis vivió con dolor el suicidio de su amigo Stefan Zweig y poco después el aún más desgarrador de su sobrino Yin Yin. Allí también recibió la noticia de su Premio Nobel de Literatura.